# Błażej Roga
Błażej Roga (ur. 12 stycznia 1895 w Bystrowicach, zm. 3 września 1977 w Katowicach) – polski chemik, profesor i doktor honoris causa Politechniki Wrocławskiej, członek PAN.
Prowadził badania z dziedziny technologii chemicznej węgla kamiennego i brunatnego oraz badania nad własnościami i klasyfikacją węgla. Opracował, między innymi, metodę oznaczania spiekalności węgla, tzw. Liczba Rogi (Roga Index), która stała się podstawą międzynarodowego standardu ISO 335:1974. Organizator budowy i odbudowy przemysłu koksochemicznego w powojennej Polsce.

## Życiorys
Urodził się w Bystrowicach na Podkarpaciu w chłopskiej rodzinie Szymona i Katarzyny z Bodziochów. Uczęszczał do gimnazjum klasycznego w Jarosławiu, które ukończył z odznaczeniem w 1914 r. Studia inżynierskie z chemii odbył na Politechnice Lwowskiej (1921–1926). W 1931 r. uzyskał doktorat z chemii fizycznej na Politechnice Warszawskiej. Pracę doktorską pod tytułem „Z badań fizykochemicznych nad różnymi typami węgli koksujących” napisał pod kierunkiem prof. Wojciecha Świętosławskiego. W młodości czynnie uczestniczył w strukturach lokalnej młodzieżowej organizacji patriotycznej Drużyny Bartoszowe w Bystrowicach. Od 1910 był ich członkiem, a od 1913 naczelnikiem.
Po wybuchu I wojny światowej drużyny zostały przekształcone w Legion Wschodni, do którego Roga prowadził werbunek. W czasie wojny, w latach 1915–1917 służył w armii austriackiej na froncie wschodnim i dostał się do niewoli rosyjskiej. Po wojnie w 1921 podjął studia na wydziale chemicznym Politechniki Lwowskiej. Po ich ukończeniu w 1926–1927 pracował jako starszy asystent w Katedrze Chemii Ogólnej i Nieorganicznej Politechniki Lwowskiej, w latach 1927–1934 był zatrudniony w Chemicznym Instytucie Badawczym w Warszawie. W 1931 uzyskał doktorat uzyskał na Politechnice Warszawskiej na podstawie pracy pt. Z badań fizykochemicznych nad różnymi typami węgli koksujących. W ramach polonizacji przemysłu śląskiego w 1932 został delegowany na kierownika koksowni „Walenty” w Rudzie Śląskiej. W latach 1935–1939 był dyrektorem Gazowni Miejskiej w Warszawie. W 1939 został ponownie przeniesiony na Śląsk na stanowisko naczelnego dyrektora Związku Koksowni w Katowicach. 
W czasie II wojny światowej ukrywał się, pracując przy eksploatacji torfowisk w warszawskim przedsiębiorstwie „Torf”. Uczestniczył też w działalności konspiracyjnej opracowując receptury chemiczne ładunków wybuchowych z dostępnych materiałów. Współpracował wówczas z grupą prof. Józefa Zawadzkiego. Uczestniczył w powstaniu warszawskim.
Po wojnie brał udział w organizacji przemysłu koksochemicznego. Został powołany na stanowisko naczelnego dyrektora Zjednoczenia Przemysłu Koksochemicznego w Zabrzu, które sprawował do 1949. Brał udział w zakładaniu i prowadzeniu licznych zakładów przemysłowych oraz instytucji branżowych. Następnie wrócił do czynnej pracy naukowej, m.in. nad badaniem klasyfikacji i struktury oraz technologią chemiczną węgla kamiennego i brunatnego. Prowadził badania fizykochemiczne w kraju i za granicą, m.in. w Belgii, Francji, Anglii, Holandii i Niemczech. Prowadził też badania dotyczące klasyfikacji węgli w różnych rejonach Chin. Był autorem licznych artykułów naukowych, monografii i podręczników akademickich oraz przekładu. W latach 1947–1965 pracował na Politechnice Wrocławskiej, której w 1947 został profesorem nadzwyczajnym. Został odznaczony licznymi nagrodami i odznaczeniami.
Był mężem Zofii Porczyńskiej, lekarza stomatologa, z którą miał córki: Marię Skąpską (witrażystkę) i Annę (polonistkę i redaktorkę telewizyjnych programów edukacyjnych).
Zmarł w 1977 r., pochowany na cmentarzu przy ul. Henryka Sienkiewicza w Katowicach.

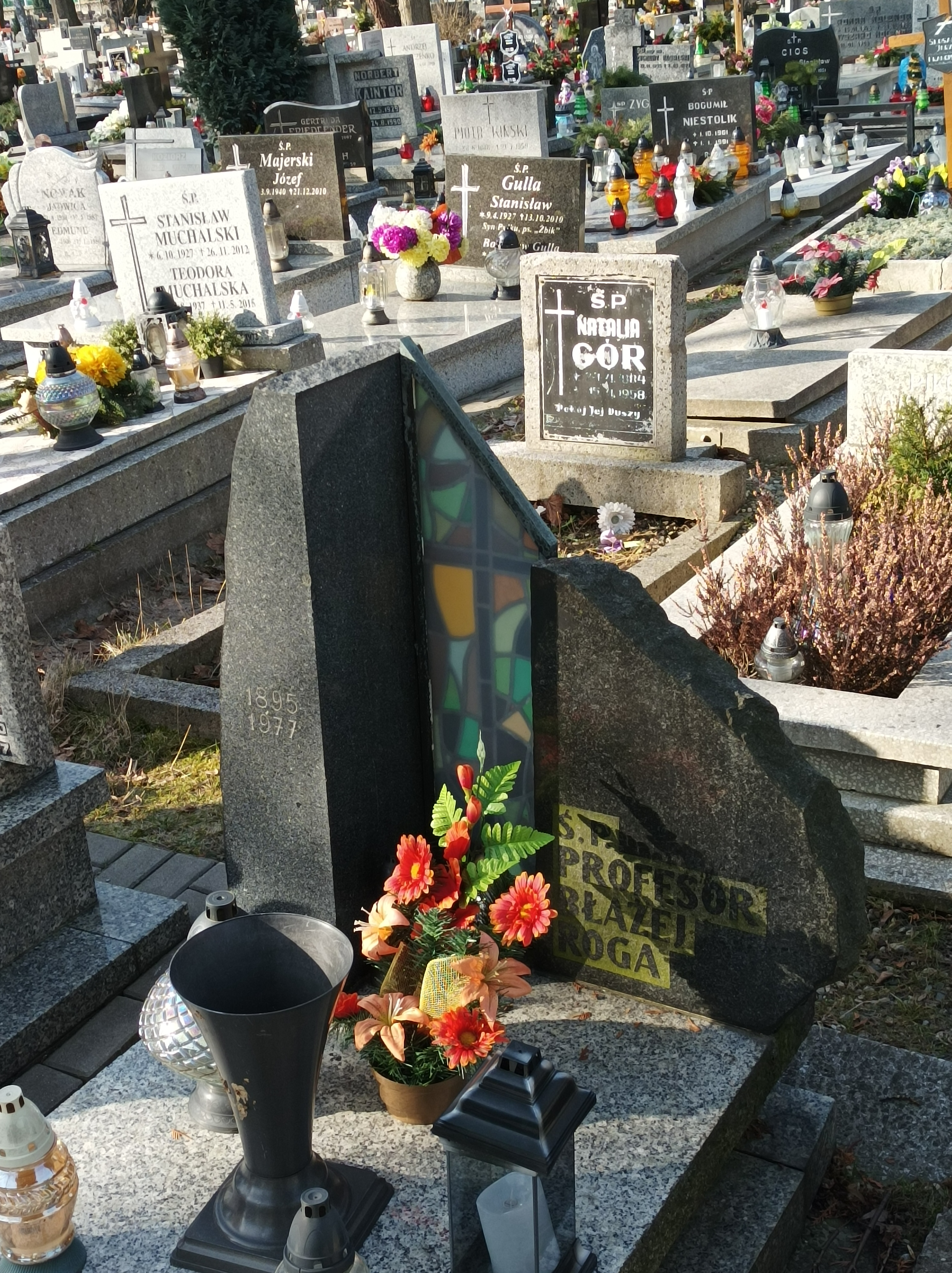
Grób prof. Błażeja Rogi na cmentarzu przy ul. Sienkiewicza w Katowicach

## Kalendarium[1][5]
- 1926–27 starszy asystent Katedry Chemii Ogólnej i Analitycznej Politechniki Lwowskiej
- 1927–31 adiunkt Dz. Węglowego Chemicznego Instytutu Badawczego w Warszawie
- 1932–35 Dyrektor koksowni „Walenty” w Rudzie Śląskiej powołany tu w ramach polonizacji przemysłu śląskiego[5]
- 1935–39 Dyrektor Gazowni Miasta Stołecznego Warszawy
- 1939 Dyrektor naczelny Związku Koksowni w Katowicach
- Podczas II wojny Światowej pracował w przedsiębiorstwie „Torf” pod Warszawą
- 1945–49 Jako Naczelny Dyrektor Centralnego Zarządu Zjednoczenia Przemysłu Koksochemicznego w Zabrzu brał udział w odbudowywaniu przemysłu koksochemicznego w skład którego wchodziły koksownie, przedsiębiorstwa elektrodowe, przemysł sadzy i aktywnego węgla: Fabryka Elektrod Węglowych „Plania”, Fabryka Węgla Aktywnego „Carbon” w Raciborzu, Zakłady Koksownicze w Zabrzu i Wałbrzychu
- 1938–39 Prezes Związku Inżynierów Chemików RP
- od 1948 Przewodniczący Komisji Szkoleniowej NOT
- 1946–47 Prezes Stowarzyszenia Inżynierów i Techników Przemysłu Chemicznego w Polsce, później członek honorowy Stowarzyszenia
- 1947–65 Organizator i kierownik Katedry Technologii Chemicznej Węgla Politechniki Wrocławskiej
- Profesor nadzwyczajny (1948) i zwyczajny (1956) Politechniki Wrocławskiej
- 1949–50 Kierownik Zakładu Chemicznej Przeróbki Węgla, kierownik Zakładu Chemii Węgla Głównego Instytutu Górnictwa w Katowicach
- 1956–66 Przewodniczący Grupy Roboczej Utylizacji Węgla Europejskiej Komisji Węglowej W Genewie
- 1956–66 Przewodniczący Podkomisji Normalizacji Metod Badania Węgla Brunatnego W ISO w Londynie
- Brał udział w organizacji Międzynarodowych Konferencji Nauki o Węglu – International Conferences on Coal Sciences
- 1960 Członek korespondent PAN[6]
- 1961–65 Kierownik Pracowni Przerobu Chemicznego Węgla Zakładu Syntezy Organicznej PAN (od 1964 Instytutu Chemii Organicznej PAN)
- 1963–65 Przewodniczący Komitetu Nauk Chemicznych PAN
- 1965 Przejście na emeryturę
- 1971 Członek rzeczywisty PAN[6]

## Ordery i odznaczenia
- Order Sztandaru Pracy II klasy (1954)[5]
- Krzyż Komandorski Orderu Odrodzenia Polski (1959)[5]
- Krzyż Kawalerski Orderu Odrodzenia Polski (25 czerwca 1946)[7]
- Medal 10-lecia Polski Ludowej (5 maja 1955)[8]
- Medal „Za wybitne zasługi dla Rozwoju Politechniki Wrocławskiej” (1970)[1]

## Nagrody i wyróżnienia
- Nagroda Państwowa II stopnia za prace z koksochemii (1951)[5]
- Doktorat honoris causa Politechniki Wrocławskiej (1970)[5]